# Marquesado de Benemejís de Sistallo
El marquesado de Benemejís de Sistallo es un título nobiliario español creado, el 2 de febrero de 1762, por el rey Carlos III de España a favor de María Ana de Tárrega Sanz de la Llosa y Roca de Malferit, señora de Benemejís.

## Denominación
Su denominación original de «Benemejís» fue sustitiuda por la actual de «Benemejís de Sistallo» en 1816. Su denominación hace referencia a la localidad de Benemejís (Valencia), de donde era señora la primera marquesa, así como a la localidad de Sistallo provincia de Lugo, donde su esposo, de la familia Verdes-Montenegro, poseían el Pazo de Sistallo.

## Marqueses de Benemejís de Sistallo
|                                    | Titular                                                  | Periodo                 |
| Creación por Carlos III            | Creación por Carlos III                                  | Creación por Carlos III |
| Marqueses de Benemejís             | Marqueses de Benemejís                                   | Marqueses de Benemejís  |
| ---------------------------------- | -------------------------------------------------------- | ----------------------- |
| I                                  | María Ana de Tárrega Sanz de la Llosa y Roca de Malferit | 1762-                   |
| II                                 | Francisco de Paula Verdes Montenegro y Tárrega           |                         |
| III                                | Antonio María de Salavert y Verdes Montenegro            | ? -1816                 |
| Marqueses de Benemejís de Sistallo |                                                          |                         |
| III                                | Antonio de Salabert y Verdes Montenegro                  | 1816-1829               |
| IV                                 | Joaquín de Pedro y Llorens                               | 1849-1857               |
| V                                  | Leopoldo de Pedro y Nash                                 | 1858-1883               |
| VI                                 | Joaquín de Pedro y Urbano                                | 1883-1941               |
| VII                                | María de la Blanca de Pedro y Barreda                    | 1951-1968               |
| VIII                               | Juan de Iturralde y de Pedro                             | 1977-2004               |
| IX                                 | Ana Iturralde y Roland                                   | 2007-actual titular     |

## Historia de los Marqueses de Benemejís de Sistallo
- María Ana de Tárrega Sanz de la Llosa y Roca de Malferit (m. después del 11 de diciembre de 1783), I marquesa de Benemejís.[2] Era hija de Hipólito de Tárrega y Guitart, señor de Llosa del Rey y de la Señera (después Benemejís), por su matrimonio con su prima Jesualda Sanz de Llosa.[3]

Casó, el 18 de octubre de 1710, con Juan de Dios de Verdes Montenegro y Castro-Bahamonde contador real del ejército del Reino de Valencia. Le sucedió su hijo en 1783/1784:
- Francisco de Paula Verdes Montenegro y Tárrega , II marqués de Benemejís.[2]

Le sucedió su sobrino:
- Antonio María Salabert y Verdes Montenegro (m. Valencia, 26 de mayo de 1829),[3] III marqués de Benemejís,[2] permutado en 1816 por III marqués de Benemejís de Sistallo, grande de España.[2]

Contrajo matrimonio con Fernanda de Croix. Al fallecer sin descendientes, se entabló un pleito entre su primo hermano, Juan de la Cruz Verdes Montenegro, señor de Sistallo, y Joaquina de Llorens Núñez Milá de Aragón, IV marquesa de San José. La Real Audiencia de Valencia dictó sentencia a favor de la marquesa de San José en 5 de agosto de 1842. Fue su hijo el que tomó posesión de la casa y le sucedió, por real despacho el 3 de julio de 1849:
- Joaquín de Pedro y LLorens (Valencia, 14 de febrero de 1777-Madrid, 27 de mayo de 1857), IV marqués de Benemejís de Sistallo,[2][3] VII marqués de Albayda (desposeído de este título en 1829),[4] dos veces grande de España, V marqués de San José,[5] barón de Otos, de Torralba y de Misena maestrante de Valencia, Cruz de 1.ª clase de la Orden de San Fernando, diputado a Cortes en 1837, senador del reino en 1846, Gran Cruz de la Orden de San Hermenegildo, Gran Cruz de la Orden de Carlos III, caballero de la Orden de Malta[5] y prócer del Reino.[6]  Era hijo de Rafael de Pedro y Trullench, maestrante de Valencia, y de Joaquina Llorens y Núñez.

Casó, en primeras nupcias antes de 1823, con Antonia Pía del Molino y del Castillo (m. 1857). Contrajo un segundo matrimonio, en 1857, con Antonia Nash de la Mota. Sucedió su hijo del segundo matrimonio:
- Leopoldo de Pedro y Nash (Castell de Castells, 26 de noviembre de 1811-Madrid, 22 de abril de 1884),[3] V marqués de Benemejís de Sistallo, grande de España,[2] barón de Torralba, señor de los castillos de Carbonera y de Rugat, de Cartayna, Sempere y Benemejís, diputado a Cortes por Valencia, senador vitalicio, caballero de la Orden de Montesa y de la Orden de Malta, gran cruz de la Orden de Carlos III, gentilhombre de cámara con ejercicio y servidumbre de la reina Isabel II y de Alfonso XIII.[3]

Casó, el 12 de enero de 1861, con Josefa de Urbano y Retes (Cádiz, 9 de enero de 1831-Madrid, 8 de mayo de 1902). Fueron padres de María Aurora de Pedro y Urbano (n. 1862), I marquesa de Torralba, Luisa de Pedro y Urbano, (n. 1863), I condesa de Cartayna y del sucesor en el marquesado.
- Joaquín de Pedro y Urbano (Valencia, 17 de agosto de 1861-20 de noviembre de 1941)), VI marqués de Benemejís de Sistallo, grande de España.[2]

Casó, en Santillana del Mar el 19 de julio de 1888, con María de Barreda y Fuentes (n. Madrid, 19 de julio de 1872), XI marquesa de Robledo de Chavela. Sucedió su hija en 1951:
- María de la Blanca de Pedro y Barreda (Santillana del Mar, 22 de agosto de 1890-31 de julio de 1968[3]), VII marquesa de Benemejís de Sistallo, grande de España,[2] II marquesa de Torralba, XII marquesa de Robledo de Chavela.

Casó, en San Sebastián el 6 de mayo de 1918, con Javier de Iturralde y Ribed, natural de Pamplona, gentilhombre grande de España con ejercicio y servidumbre del rey Alfonso XIII. Le sucedió su hijo en 1977:
- Juan de Iturralde y de Pedro, VIII marqués de Benemejís de Sistallo (m. 6 de diciembre de 2004),[2] y X marqués de Robledo de Chavela.

Casó en primeras nupcias, el 26 de febrero de 1954, con Monique Roland Moquet. Contrajo un segundo matrimonio, el 7 de abril de 1986, con Athenais de Rochechouart de Mortemart. Le sucedió su hija del primer matrimonio:
- Ana Iturralde y Roland, IX marquesa de Benemejís de Sistallo.[2][7]